# Махала ел-Кубра
Махала ел-Кубра (на арабски: المحلة الكبرى) е един от най-големите градове в Египет, разположен в средата на делтата на река Нил и прочут със своята текстилна промишленост. Населението на града е 543 271 жители (по приблизителна оценка от юли 2018 г.).